# Теквондо на Летњим параолимпијским играма
Паратеквондо је дебитовао на Љетњим параолимпијским играма 2020. у Токију, Јапан.
Паратеквондо је варијанта теквондоа за спортисте са различитим физичким инвалидитетом. Спортом управља Светски теквондо (WT) од 2006. године. Укључена је само дисциплина кјоруги (спаринг), а не пумсае (борилачке вјештине).

## Биланс медаља
Допуњени подаци закључно са Игарама 2020. године.
| Позиција    | Држава | Злато | Сребро | Бронза | Укупно |
| ----------- | --- | ----- | ------ | ------ | ------ |
| 1           | Бразил | 1     | 1      | 1      | 3      |
| 2           | Иран | 1     | 1      | 0      | 2      |
| 3           | Перу | 1     | 0      | 0      | 1      |
| 3           | Данска | 1     | 0      | 0      | 1      |
| 3           | Узбекистан | 1     | 0      | 0      | 1      |
| 3           | Мексико | 1     | 0      | 0      | 1      |
| 7           | Уједињено Краљевство | 0     | 1      | 1      | 2      |
| 7           | Турска | 0     | 1      | 1      | 2      |
| 9           | Египат | 0     | 1      | 0      | 1      |
| 9           | Хрватска | 0     | 1      | 0      | 1      |
| 11          | [[Датотека:Lua грешка in Модул:Country_alias at line 202: Invalid country alias: RPC.\|23x15px\|border\|alt=\|link=]] [[Lua грешка in Модул:Country_alias at line 202: Invalid country alias: RPC. на параолимпијским играма\|Lua грешка in Модул:Country_alias at line 202: Invalid country alias: RPC.]] | 0     | 0      | 3      | 3      |
| 12          | Аргентина | 0     | 0      | 1      | 1      |
| 12          | Аустралија | 0     | 0      | 1      | 1      |
| 12          | Тајланд | 0     | 0      | 1      | 1      |
| 12          | Кина | 0     | 0      | 1      | 1      |
| 12          | Сједињене Америчке Државе | 0     | 0      | 1      | 1      |
| 12          | Јужна Кореја | 0     | 0      | 1      | 1      |
| Укупно (17) | Укупно (17) | 6     | 6      | 12     | 24     |